# Westermannia westermannii
Westermannia westermannii är en fjärilsart som beskrevs av Achille Guenée 1852. Westermannia westermannii ingår i släktet Westermannia och familjen trågspinnare. Inga underarter finns listade i Catalogue of Life.